# Lucius Licinius Sura

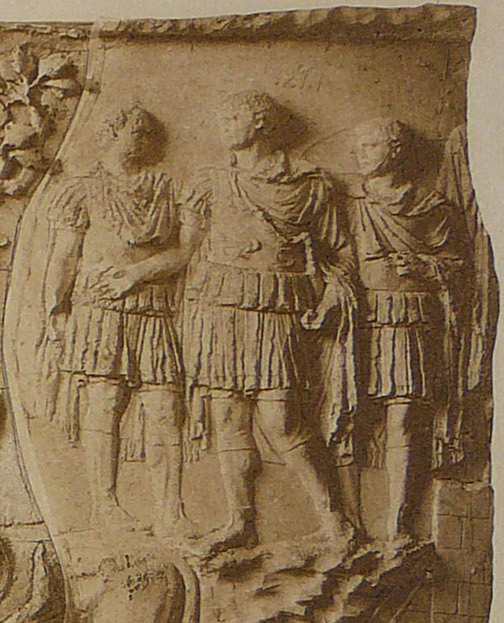
Détail de la colonne Trajane, scène IX : au centre, Trajan ; à droite, Sura et à gauche, soit le préfet du prétoire Claudius Livianus, soit le jeune Hadrien.

Lucius Licinius Sura est probablement né en 40. C'est un important sénateur romain de Tarraco, homme riche et influent des règnes de Domitien à Trajan, et ami personnel le plus proche de l'empereur Trajan,. Il est trois fois consul, la première fois suffect, puis consul ordinaire en 102 et 107. Sa carrière reste méconnue,. Il meurt en 108.

## Biographie

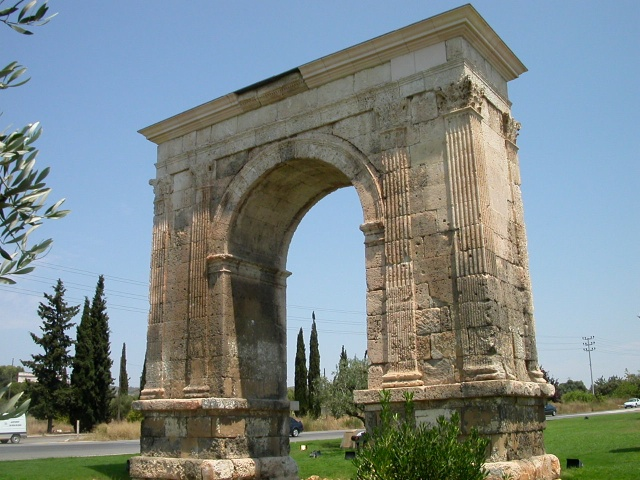
Arc de Berà d'où provient l'inscription.

### Origines et début de carrière
Sa famille vient a priori de la vallée de l'Èbre, et est sûrement d'origine indigène, recevant la citoyenneté au Ier siècle av. J.-C. lors de la fondation de la colonie de Celsa. Elle émigre à Tarraco au début de l'époque augustéenne où un de ses ancêtres fait ériger ou restaurer l'arc de Berà où il reste une inscription : « Ex testamento L(uci) Licini L(uci) f(ilii) Serg(ia tribu) Surae consa[...] ».
Il est peut-être né le 5 avril 40 en Tarraconaise. Il est inscrit dans la tribu Sergia,.
Homo novus,, il entre au Sénat sous Vespasien après avoir été questeur.

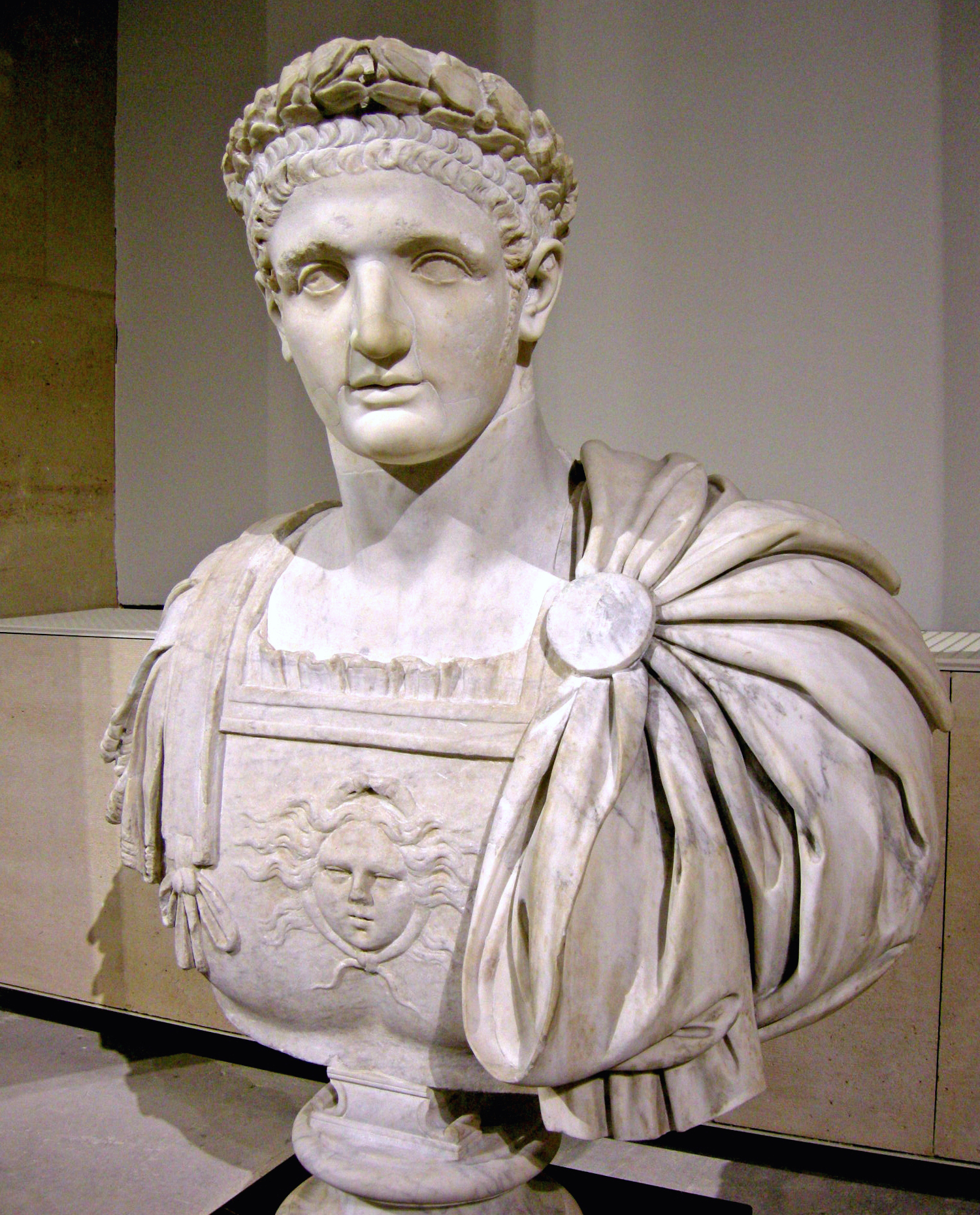
L'empereur Domitien (81 à 96).

### Carrière sous Domitien et Nerva
Il possède une position éminente à Rome dès le début des années 80 où il officie comme avocat réputé, puis est jugé comme étant un grand orateur par Martial vers 90,.
La date de son premier consulat, suffect, est sujet à caution : dès les années 80, probablement 85 ou 86,, ce qui expliquerait que son nom soit cité si souvent par Martial et qu'il ait occupé plusieurs charges importantes ainsi que sa position éminente ; ou seulement en 93 ou 97,.
Il est possible qu'il soit gouverneur de Germanie supérieure (legatus augusti pro praetore), ou de Belgique, entre 89 et 92, et il est dans ce cas déjà consulaire,. Avant cela, il est peut-être légat de la legio I Minervia.
Il est sodalis augustalis et fait pontife, peut-être dès le règne de Domitien,.

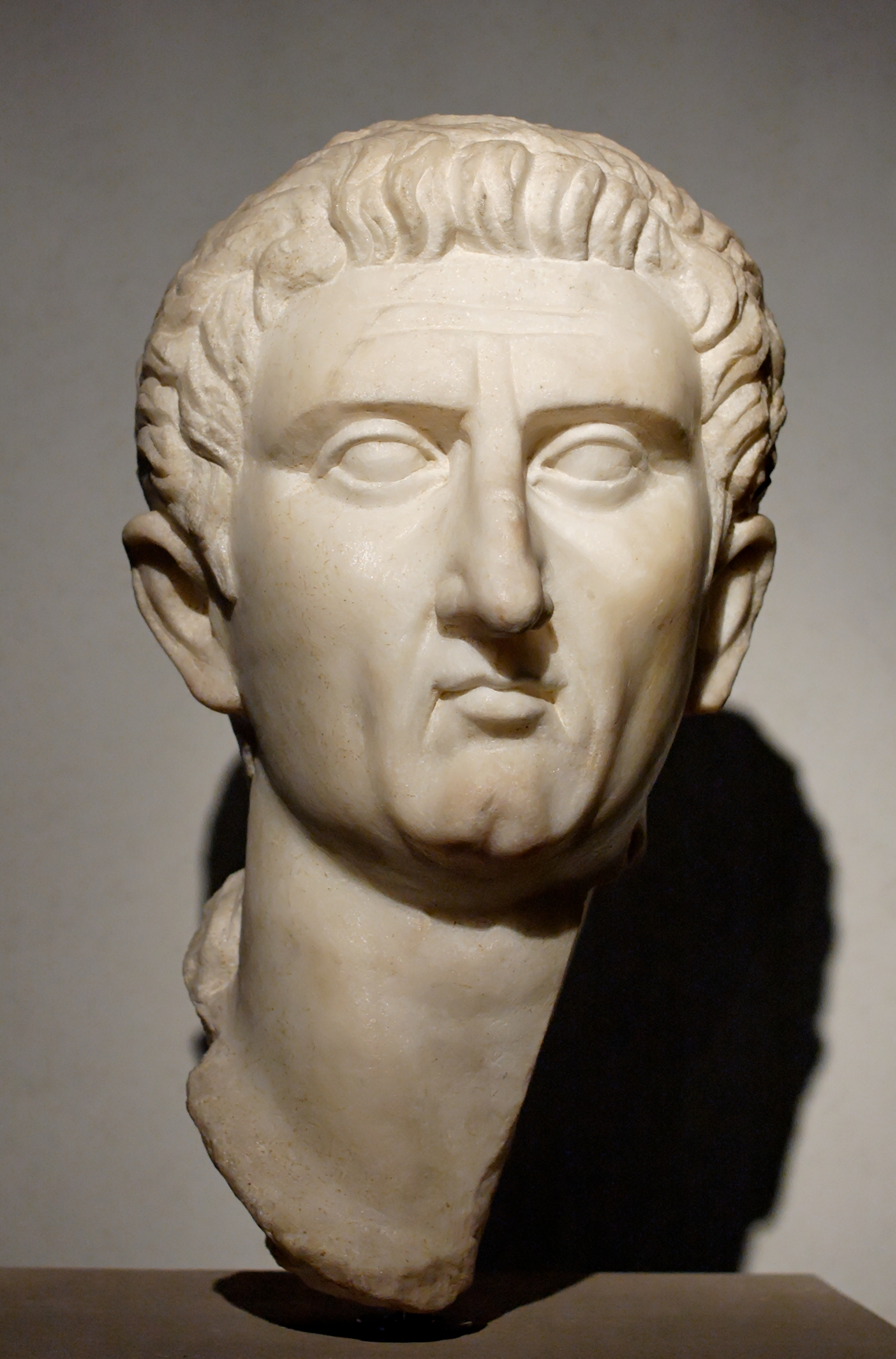
L'empereur Nerva (96 à 98).

En 92, Martial, dont il serait le protecteur, loue son érudition et son rétablissement après une grave et longue maladie, :

« Licinius Sura ; toi le plus célèbre de nos érudits, toi dont l'éloquence antique rappelle le langage si mâle de nos aïeux, quel bienfait inappréciable du destin te rend à nos vœux, lorsque  déjà tes lèvres effleuraient l'eau du Léthé ? Déjà l'incertitude n'était plus permise à nos cœurs : trop sûrs de ton infortune, nous versions sur ton sort les larmes de la tristesse ; et déjà tout à nos yeux était fini pour toi. Mais le souverain du silencieux Averne n'osa pas affronter notre haine, et rendit lui-même aux Parques les fuseaux qu'il leur avait ravis. Ainsi tu sais que de regrets le faux bruit de ta mort avait causés parmi les hommes, et d'avance tu jouis de ta postérité. Vis donc de cette existence dérobée au trépas et cueille des plaisirs trop fugitifs : la vie à laquelle tu reviens n'aura pas perdu un seul jour. »

— Martial, Épigrammes, livre 7, 47.
Il est, lors du règne de Nerva, l'un des sénateurs de Rome les plus influents et peut-être joue-t-il un rôle de premier plan sur le choix de Nerva quant à son successeur : son ami Trajan,. En effet, il est probable que la décision d'adopter Trajan soit celle de Nerva seul, mais il est possible qu'il ait été guidé dans son choix par Licinius Sura, qui encourage Trajan à s'emparer du pouvoir impérial pour éviter une crise.

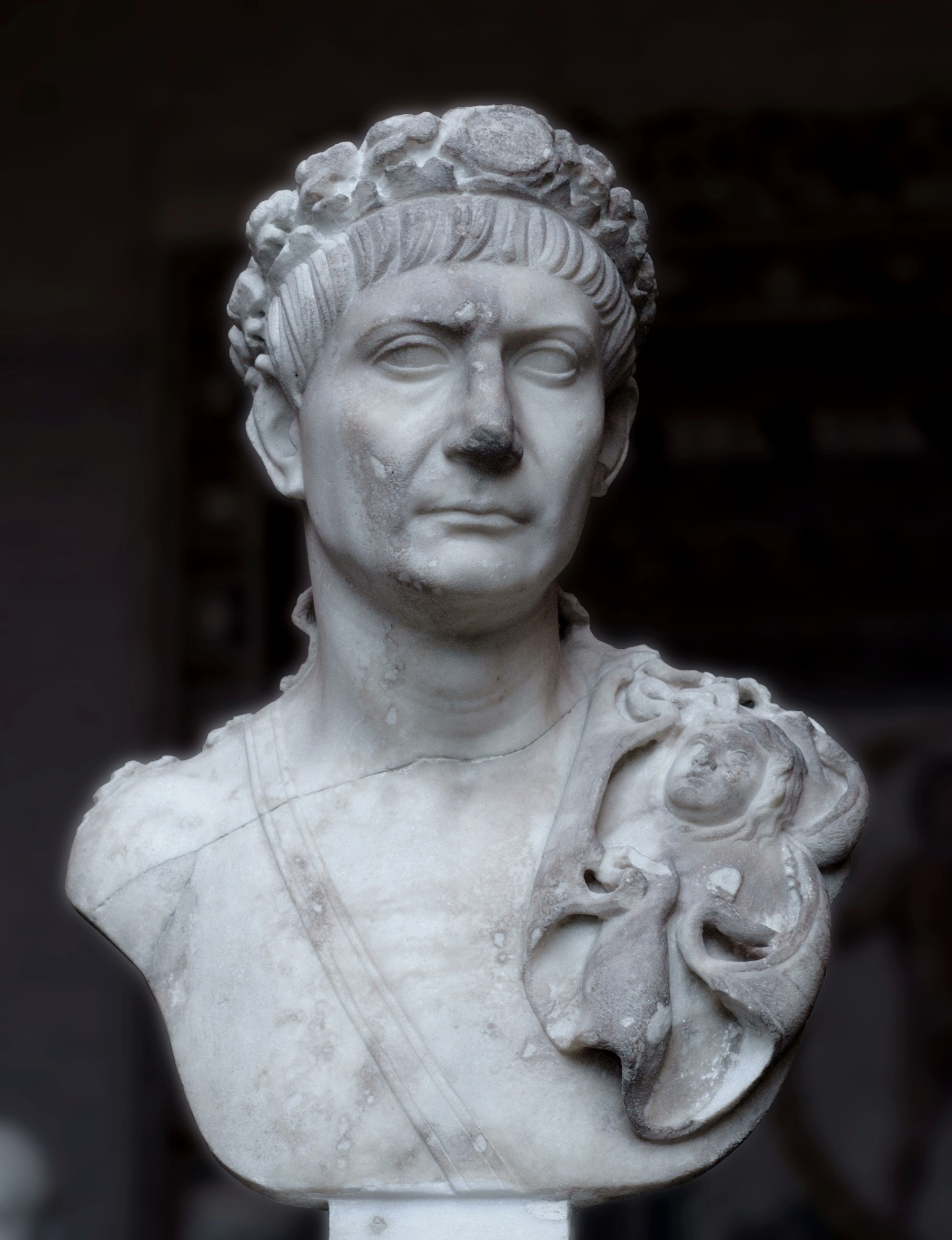
L'empereur Trajan (98 à 117).

### Consulats éponymes et conseiller de Trajan
Au début du règne de Trajan, il est l'un des plus proches et des plus modérés conseillers militaires de l’empereur, surtout homme de confiance et diplomate,.
Trajan lui confie peut-être la Germanie inférieure lorsqu'il devient empereur, laissant la Germanie supérieure à Lucius Iulius Ursus Servianus. Ensuite, il est peut-être proconsul en Asie en 100/102,.
Il est présent lors des deux guerres daciques menées par l'empereur en 101-102 et 105-106 et est choisi par l'empereur comme intermédiaire, avec le préfet du prétoire Tiberius Claudius Livianus, pour rencontrer Décébale lors de la première guerre. Il sert de conseiller proche de Trajan lors de la deuxième.
Son apport, bien que méconnu, dans ces deux guerres, semble primordial pour l'empereur puisque Licinius Sura occupe à chaque fois le consulat ordinaire les premières années qui suivent la fin des campagnes en Dacie, dans une période où trois consulats sont très rares pour ceux qui ne sont pas des membres de la famille impériale. La première fois il officie aux côtés de Lucius Iulius Ursus Servianus, la deuxième fois auprès de Quintus Sosius Senecio, deux autres proches de Trajan. Il est probablement un des conseillers les plus influents et un des artisans de la politique générale menée par l'empereur. Par ailleurs, il compose les messages et les discours de Trajan,.
Dion Cassius mentionne également un possible complot dirigé contre Trajan. L'empereur, évidemment insouciant du danger ne réagit aucunement au murmure qui font état d'un possible complot, va déjeuner près de Lucius Licinius Sura, mange tout ce qui lui est servi et offrit même sa gorge au rasoir du coiffeur personnel de Lucius Licinius Sura pour se faire raser.
Il fait édifier un gymnase public à Rome sur ses propres fonds,, preuve de sa très grande richesse,. Il garde une très grande influence en Tarraconaise et devient le patron de la cité de Barcino,.
Licinius Sura possède une villa, près du temple de Diane, d'où il peut assister aux jeux du cirque depuis l'Aventin,, dans la treizième région.

### Relations et funérailles
Il soutient Hadrien très tôt sous le règne de Trajan, lui annonçant même que Trajan songerait à l'adopter,.
Pline le Jeune, dont il est l'ami, lui écrit pour lui soumettre un problème sur un phénomène autour d'un lac, ou encore pour lui demander son opinion sur l'existence des fantômes en lui rapportant plusieurs anecdotes,. Pline loue la « prodigieuse érudition », de son correspondant. Il est aussi protecteur du poète Martial qui lui dédie plusieurs épigrammes,.
À sa mort, en 108, Trajan ordonne en son honneur des funéraires d'état, en plus de la commande d'une statue à l'image du défunt. Il fait aussi édifier, sur le lieu de la villa de Licinius Sura, des thermes appelés Surianae en l'honneur de son ami disparu,.

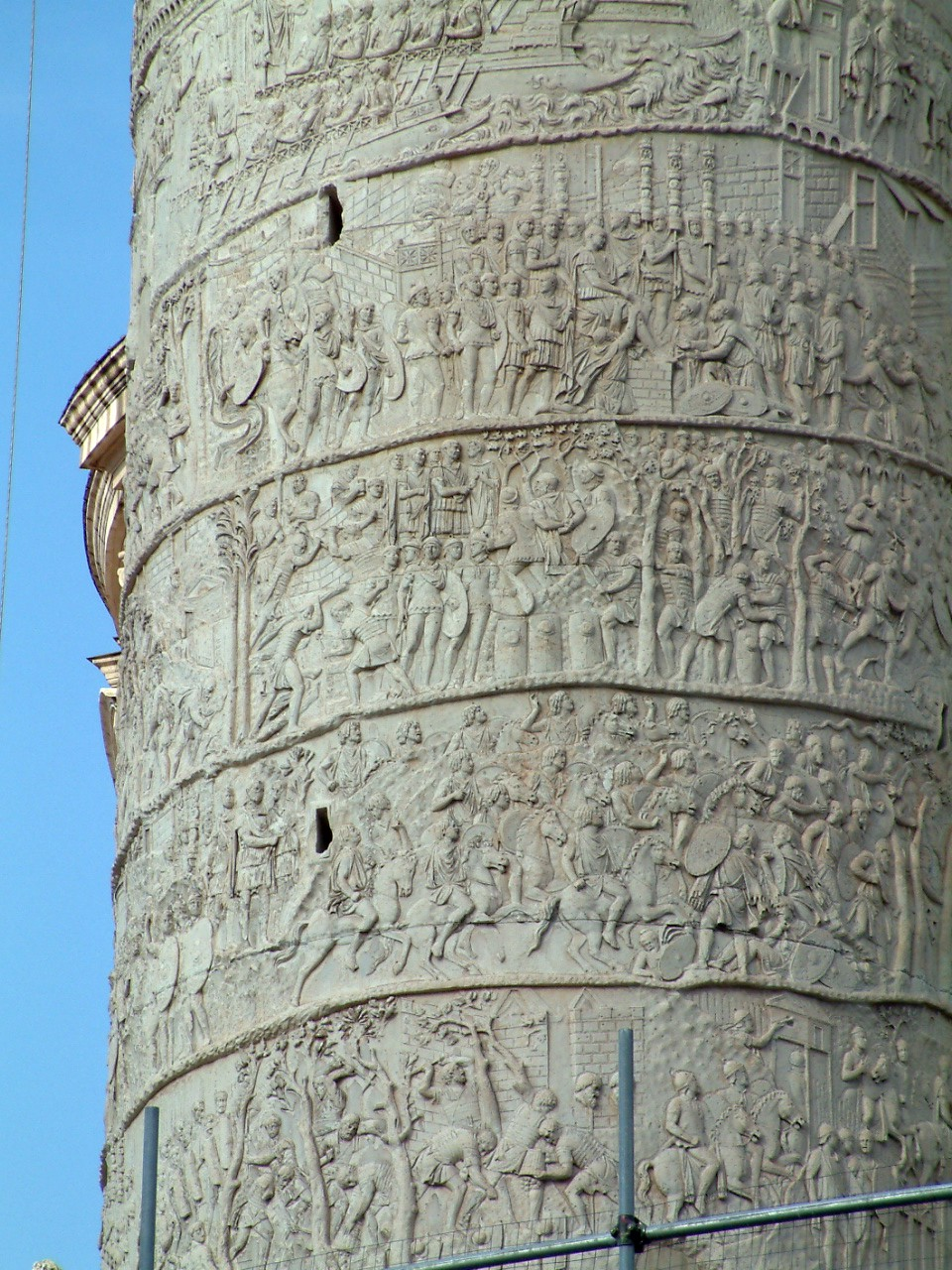
Détails de la colonne Trajane.

Son image est, d'autre part, immortalisée dans le marbre de la colonne Trajane à Rome, sculptée entre 107 et 113, pendant que ce dernier discute avec l'empereur.

### Philosophie
D'après Victor Brochard, Licinius Sura pourrait avoir été un partisan de l'école philosophique sceptique.[réf. nécessaire]